# 周继琛
周继琛（1995年1月13日—），江苏人，中国音乐剧演员、歌手、舞者。

## 经历
周继琛出生于江苏省，毕业于上海音乐学院。曾参演《海上音》、《西贡小姐》等音乐剧，以及《盗墓笔记一七星鲁王宫》等话剧。
2019年，与方书剑合作出演音乐剧《我的遗愿清单》。同年，参加湖南卫视音乐互动节目《嗨唱转起来》第一季。2020年，签约泰洋川禾，参加优酷视频街舞选拔类真人秀《这！就是街舞》第三季。